# Billy Kid
Henry McCarty (New York?, 23. studenog 1859. – 14. srpnja 1881.) poznatiji kao Billy the Kid ali poznat i po pseudonimima Henry Antrim i William Harrison Bonney bio je američki odmetnik 19. stoljeća i sudionik u stočarskom ratu okruga Lincoln. Legenda kaže da je ubio ukupno 21 čovjeka tj. jednog za svaku godinu svoga života, ali povijesne činjenice sklone su broju 9. Navodno ih je sam ubio 4, a uz pomoć drugih još 5.
Nizak i okretan, McCarty je bio plavook, glatkih obraza i istaknutih prednjih zubi. Mnoge su ga novine opisivale kao vrlo zgodnog i vedrog mladića. Bio je osobit i vrlo često nasmijan, ali te su osobine ipak skrivale njegovu pravu, žestoku i divlju narav koja je u opasnoj kombinaciji s odličnim pucačkim umijećem i skoro životinjskom lukavošću, stvorila jednog od najopasnijih odmetnika Divljeg zapada.
Njegova je pojava često bila popraćena sombrero šeširom koji je bio ukrašen širokom zelenom vrpcom.
Iako je malo toga poznato o njegovu životu, McCarty je postao legendom kada je njegov ubojica, šerif Patrick Garrett, godinu dana nakon što ga je ubio objavio senzacionalnu biografiju naziva Authentic Life of Billy, the Kid. Postala je vrlo popularna i od Billyja Kida stvorila najpoznatiju i najsimboličniju figuru Divljeg zapada.

## Rani život
Malo je toga poznato o McCartyjevu životu, ali se pouzdano zna da se rodio u New Yorku 23. studenog 1859. od irskih protestantskih roditelja. Čak se i njegovo prezime osporava. Majka mu se vjerojatno zvala Catherine McCarty ili Katherine McCarty Bonney, a otac William Bonney ili Patrick Henry McCarty. Nakon očeve smrti, majka mu se odselila u Kansas, a zatim preudala u Silver City u Novom Meksiku (o. 1873.) Godinu kasnije umrla je od tuberkuloze zanemarena od svog drugog muža, pa je McCarty/Bonney doslovno postao siroče. Da bi preživio, zaposlio se u jednom hotelu. Upravitelj hotela bio je toliko zadovoljan njime da se na sav glas hvalio kako mu je ovo jedini radnik koji ga ne potkrada. I učitelji u školi smatrali su McCartyja/Bonneyja vrlo marljivim i ljubaznim.
1875. McCarty/Bonney je prvi put uhićen i to zbog skrivanja svežnja ukradene robe za čovjeka koji je to učinio iz šale prema jednom kineskom peraču rublja. Dva dana nakon uhićenja i sprovođenja u zatvor, mršavi i koštunjavi McCarty/Bonney je pobjegao kroz zatvorski dimnjak. Otada, je i službeno smatran bjeguncem. Nakon toga našao je posao na jednom ranču u jugoistočnoj Arizoni.
1877. postao je kočijaš Vojne pošte u Grand Campu. Ubrzo ga je počeo maltretirati kovač Frank Vjetroviti Cahill koji ga je jednog dana nakon žestokog verbalnog okršaja bacio na pod. McCarty/Bonney je na to odgovorio izvlačenjem svog pištolja i pucnjem u Cahilla, koji je umro sljedećeg dana. McCarty/Bonney je još jednom pritvoren, no i ovaj put je pobjegao.

## Stočarski rat u Lincoln Countyju
Potkraj 1877. McCarty/Bonney se preselio u Lincoln County u Novom Meksiku te se zaposlio kao čuvar stoke na ranču kod engleskog stočara, bankara i trgovca Johna Tunstalla i njegova partnera, istaknutog odvjetnika, Alexandera McSweena. Konflikt, koji je uskoro prerastao u događaj poznat kao Stočarski rat u Lincoln Countyju, zbio se između skupine gradskih trgovaca nazvane Kuća (The House) i rančera. 18. veljače 1878. godine članovi Kuće ubili su Tunstalla. To je razbjesnilo McCartyja/Bonneyja i ostale rančere te su formirali bandu Regulatora (The Regulators) predvođenu rančerom Richardom Dickom Brewerom i počeli lov na Tunstallove ubojice. 6. ožujka uhvatili su Billa Mortona i Franka Bakera te ih pogubili tri dana poslije. Na povratku u Lincoln County ubili su i vlastitog člana, ali i izdajicu-McCloskeyja.
1. travnja članovi Regulatora- McCarty/Bonney, Fred Waite, Frank MacNab, Jim French i John Middleton u zasjedi su ubili šerifa Williama Bradyja i njegova zamjenika. McCarty/Bonney je bio ranjen u pokušaju da od šerifa povrati svoju pušku zaplijenjenu tijekom njegova ranijeg uhićenja. Ubrzo su i osvetili smrt svojega vođe, Brewera, ubivši njegova krvnika Robertsa. McCarty/Bonney je tada postao vođom. Zbog potjere mjesnih vlasti zbog ubojstva šerifa i njegova zamjenika, vođa i njegova banda provest će sljedećih nekoliko mjeseci u skrivanju. Nakon što su ih članovi Kuće 1878. pronašli i postavili im zamku u McSweenejevoj kući, banda je bila pod višednevnom opsadom i ugrožena neprekinutom vatrom pucnjeva. McCarty/Bonney i drugi članovi bande uspjeli su pobjeći, a vođa je usput ubio snagatora Boba Beckwitha. Jedini koji se nije uspio izvući bio je McSween koji je ubijen tijekom bježanja. Njegova smrt poklopila se s krajem rata.
Sljedeće tri godine McCarty/Bonney i njegova banda su se našli u svakakvim situacijama uključujući i njegovo moguće pomilovanje (koje nikad nije uspjelo iako je bio spreman svjedočiti zauzvrat i iako je to i učinio), nekoliko ubojstava, ponovnog bježanja iz zatvora...

## Pat Garrett
Tijekom toga vremena, Billy Kid (tj. McCarty/Bonney), stvorio je sudbonosno prijateljstvo s lokalnim ambicioznim konobarom i bivšim lovcem na bizone Patrickom Garrettom. U studenom 1880. Garrett je izabran za šerifa Lincoln Countyja. Skupivši svoje nove suradnike (policijski odred) krenuo je u lov na Billyja Kida i raspisao tjeralicu od 500 dolara nagrade na Kidovu glavu.
Policijski odred je uz Garrettovu pomoć dobro napredovao da bi se 19. prosinca u Fort Sumneru doslovce sukobio s Billyjevom bandom. Billy Kid je jedva izvukao živu glavu, a Tom O'Folliard, jedan od članova njegove bande, izgubio je život. 
Garrett i njegov odred uspjeli su 23. prosinca ući u trag Billyju Kidu i pratiti ga do napuštene kamene zgrade u području zvanom Stinking Springs. U vještoj zasjedi, uspjeli su uhvatiti bandu koja se, vidjevši da nema izlaza, predala. Malo prije predaje Garret i McCarty izmijenili su nekoliko riječi. Naime, Garrett ga je pozvao da dođe vani jesti, a Billy Kid mu je uzvratio riječima da se goni k vragu.

## Bijeg iz Lincolna
Billy Kid bio je u zatvoru u Mesilli čekajući suđenje u travnju 1881. Većinu zatvorskog vremena proveo je davajući intervjue novinarima. Do tada je već bio jedna od najpoznatijih osoba u Americi. Njegovo je suđenje potrajalo samo 1 dan. Osuđen je za ubojstvo šerifa Bradyja. To je suđenje bilo jedino suđenje za zločine u Stočarskom ratu u Lincoln Countyju (uključujući obje sukobljene strane). Sudac Warren Bristol osudio ga je 13. travnja na smrt vješanjem. Njegovo pogubljenje bilo je predviđeno tek za mjesec dana, a dotad je vraćen natrag u Lincoln gdje su ga čuvala dvojica Garrettovih stražara – James Bell i Robert Ollinger. 28. travnja, za vrijeme Garrettovog odsutstva, Billy Kid je zapanjio cijeli grad ubojstvom oba stražara i bijegom. Detalji tog bijega nisu poznati. Neki vjeruju da je Kid provukao svoje šake kroz okove kojima je bio vezan, dok drugi nagađaju o skrivenom pištolju u zatvorskoj sobi. Kako bilo da bilo, Billy Kid je nakon toga u gradu ukrao (ili posudio) konja za bijeg da bi nakon dva dana konj bio vraćen!

## Smrt
Billyjeva sloboda bila je kratkoga vijeka. Načuvši glasine da se Billy Kid nalazi u blizini Fort Sumnera, šerif Garrett okupio je dvojicu svojih ljudi i krenuo u potragu. Garrett je znao da u gradu živi Billyjev prijatelj Pete Maxwell. 14. srpnja 1881. otišao je u njegovu kuću. Dok je u zamračenoj sobi ispitivao Maxwella, u sobu je naglo ušao Billy Kid. Postoje dvije verzije sljedećeg događaja.
Prva je ta da Kid nije prepoznao Garretta u mraku pa je izvadio pištolj i na španjolskom pitao Quien es? Quien es? (prijevod: Tko je? Tko je?). Kada je Garrett prepoznao Kidov glas, izvadio je svoj pištolj i dvaput zapucao. Navodno je prvi metak pogodio Kida malo iznad srca i ubio ga.
Druga verzija, za koju povjesničari tvrde da je istinitija, govori da je Kid imao nož u ruci i prije negoli je ušao, izustio navedene riječi (zbog tame) i stradao od Garrettovih metaka.
Billy Kid je pokopan sljedećeg dana na starom vojnom groblju u Fort Sumneru. Njegov se grob nalazio između njegovih palih drugova Toma O'Folliarda i Charlieja Bowdrea. Kasnije je preko sva tri groba dodana nadgrobna ploča s ugraviranim imenima trojice odmetnika i rječju drugovi.

## Ljevoruk ili desnoruk?
Tijekom cijelog 20. stoljeća pretpostavljalo se da je Billy Kid bio ljevoruk. Dokaz koji je na to upućivao bila je stara i jedina fotografija Billyja Kida. Naime, u desnoj je ruci držao Winchester pušku modela 1873, a mjesto na pojasu gdje se umeće puška stajalo je na lijevoj strani što je prema nekim povjesničarima bio nepobitan dokaz. To je vjerovanje bilo toliko čvrsto da je 1958. snimljen i biografski film, s Paulom Newmanom u glavnoj ulozi o Billyju Kidu imena The Left Handed Gun.
Tek je potkraj 20. stoljeća utvrđeno i dokazano da je fotografija ustvari zrcalna slika i da je Billy Kid desnoruk. Mnogi su bili zbunjeni tim argumentima da se sada, na kraju, vjeruje da se podjednako dobro služio i lijevom i desnom rukom.

## Brushy Bill i ostale varalice
1950. godine odvjetnik William Morrison pronašao je čovjeka iz zapadnoga Teksasa koji je tvrdio da je Billy Kid i da nije ubijen 1881. u Fort Sumneru. Bio je to Ollie P. Roberts ili nadimkom Brushy Bill. Skoro svi povjesničari odbili su njegovu tvrdnju. Uza sve ostale karakteristike (izgled, datum rođenja...) koje Brushy Bill nije zadovoljavao, Billy Kid je govorio španjolski tečno i mogao ga je pisati i čitati, dok je Brushy Bill bio nepismen i uopće nije znao španjolski.
Unatoč netočnoj tvrdnji njihova sugrađanina, grad Hico u Teksasu ipak je, u čast stvarnog pokojnika, otvorio Muzej Billyja Kida.
Još je jedan čovjek, imena John Miller, 1938. tvrdio da je Billy Kid. Uspostavilo se da je varalica.

## Billy Kid u umjetnosti
- Michael Ondaatje je 1970. napisao knjigu pjesama Collected Works of Billy the Kid; hrvatski prijevod 1995. (Sabrana djela Billyja Kida)
- Sam Peckinpah je 1973. snimio film Pat Garrett and Billy the Kid popraćen glazbom Boba Dylana.
- Jorge Luis Borges je u Općoj povijesti beščašća napisao vrlo kratku i originalnu pripovijetku "Nepristrani ubojica Bill Harrigan".

## Vanjske poveznice
- New York Post